# Якост
Якостта е механично напрежение, при надхвърлянето на което се приема, че съответното тяло се разрушава. В зависимост от вида на натоварването, якостта може да бъде якост на натиск, якост на опън, якост на срязване, якост на усукване и други. В Международната система единици якостта се измерва с единицата за напрежение – паскал (Pa).
В системата Еврокод якостите се бележат с латинската буква f и поясняващи долни индекси. Така якостта на опън се бележи с fu (от английската дума ultimate), а границата на провлачане се бележи с fy (от английската дума yield). Например, при най-често използваната конструктивна стомана S235 характеристичната граница на провлачане е 235 MPa, а якостта на опън – 360 MPa.
При якостните пресмятания на детайли и конструкции от жилаво-пластични материали (каквито са стоманите, много от цветните метали и техните сплави), за опасно за материала напрежение обикновено се приема границата на провлачане fy, над която настъпват значителни пластични деформации. Голяма част от жилаво-пластичните материали нямат физическа граница на провлачане. При тях се дефинира условна граница на провлачане. При якостно пресмятане на детайли и конструкции от крехки материали (керамика, стъкло, чугун и други) опасното напрежение е якостта на опън, тъй като при тях пластичните деформации са съвсем малки и граница на провлачане не се дефинира.